# 视网膜色素上皮
视网膜色素上皮（retinal pigment epithelium，RPE）又称视网膜色素层（pigmented layer of retina），是一层紧贴于视网膜感觉神经之外的色素细胞，并影響视网膜视觉细胞。它与其下的脉络膜和其上视网膜神经细胞紧密相连。

## 历史

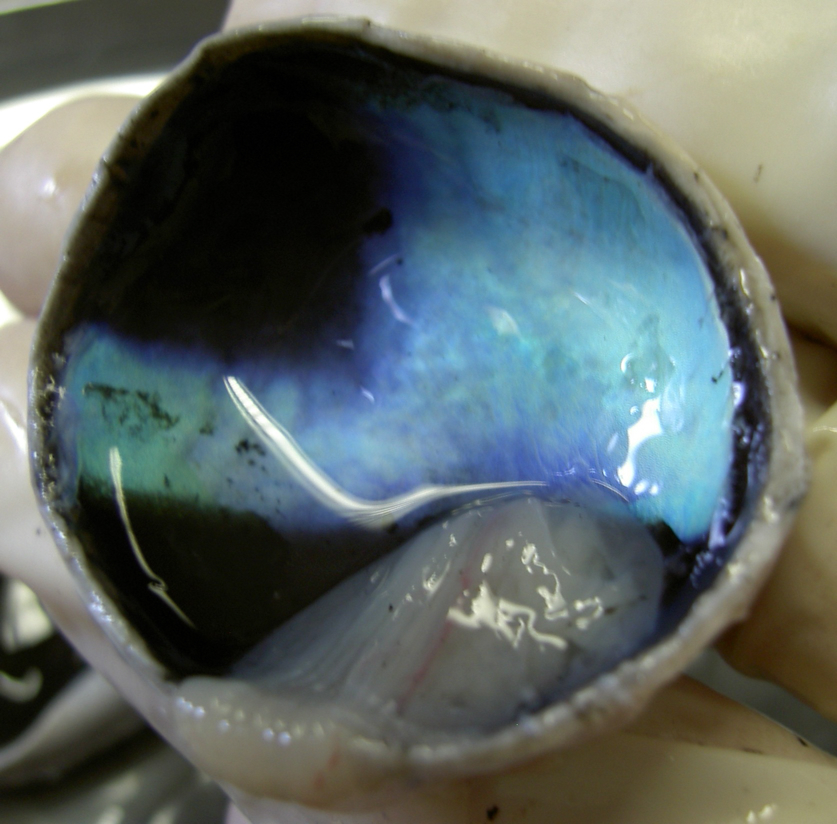
从幼牛眼上解剖下的脉络膜，可见黑色的视网膜色素上皮和亮蓝色的明毯。

视网膜色素上皮层在18、19世纪曾因其颜色暗沉而称为“黑色素层”（pigmentum nigrum）（许多动物为黑色，人类为棕色）或称“黑毯”（tapetum nigrum），因为在一些动物中可见一“明毯”（tapetum lucidum）结构，该区的色素上皮层并未着色。

## 解剖学
视网膜色素上皮由单层六边形细胞组成，其内含有密集的色素颗粒。
在锯齿缘，视网膜色素上皮继续以膜状延伸，经过睫状体，成为虹膜的背覆面，由此生成瞳孔扩张肌纤维。视网膜色素上皮以下是神经上皮（即视杆细胞和视锥细胞）与其紧密过度。二者相合，同被认为是胚胎期的睫状体上皮。视网膜延伸的前末端即为虹膜上皮的后端，当其进入虹膜时则出现了色素聚集。
从外表面观察，该处细胞呈光滑的六角形。而从纵切面观察，每个细胞都有一个包含大卵圆形细胞核的无色素外部和一个有一系列突入视杆细胞的直线状突起的含色素内部。当眼睛暴露在光刺激中时这种情况更为明显。

## 功能
色素上皮细胞有多种功能，例如，吸收光线，上皮性转运，空间离子缓冲，视觉环路，细胞吞噬，分泌及免疫调节。
1. 吸收光线：视网膜色素上皮负责吸收散射光线。这个功能的重要性主要体现在两方面：一者，提高视觉系统的质量；二者，辐射的光线被晶状体聚集到黄斑区的细胞，会形成高强度的光氧化能。黑色素体吸收了散射光，就减轻了光氧化的刺激。视网膜的高灌注会形成一个高氧化张力的环境。光和氧的结合形成氧化刺激，而视网膜色素上皮则有许多机制来应对。
2. 上皮性转运：如上所述，视网膜色素上皮形成了血-视网膜屏障（英文：Blood Retina Barrier， BRB），它与双侧表面紧密结合，并使视网膜内层独立于外部系统的影响。这对眼部精密调控环境中的高选择性物质转运的免疫豁免有重要意义（不仅是屏障，还有信号传递）。视网膜色素上皮为感光细胞提供营养，调控离子止血，消除水及代谢产物。
3. 离子的空间缓冲：视网膜下间隙的改变很迅速，要求视网膜色素上皮有较高能的代偿性。[7]许多细胞都参与光能转化过程，如果它们代偿不佳，就不再能被兴奋，甚或光转化都不再可能。通常的离子跨上皮转运对这些改变所要求的快速代偿来说都太慢了。此处的基础离子跨上皮转运有许多基于电压依赖型离子通道活动的背后机制在支持。[8]
4. 视觉环路：视觉环路是维持视觉功能的核心环节，需要适应不同的明暗视觉需求。对此，功能层面就非常重要：视黄醛的存储以及反应速度的适应。基本上，低光强中的视觉对视觉环路的周转率要求也较低，同样在强光中周转率要求就要高得多。当在暗视环境中突然转入明视环境时，则需要大量的11-顺-视黄醛。它并非由视觉环路直接产生，而是来自视网膜结合蛋白的许种视黄醛池，它们在视觉环路的转输及各反应步骤中都相互联系。
5. 光感受器外段（photoreceptor outer segment，POS）膜的细胞吞噬作用：光感受器持续暴露于光氧化刺激，于是持续受其损伤。这些细胞不断弃去末端，然后视网膜色素上皮则吞噬并消化其残片，以此不断更新。
6. 分泌：视网膜色素上皮不仅与其一侧的光感受器紧密互动，也必须要与其血供一侧的细胞互动，例如内皮细胞或免疫系统的细胞。视网膜色素上皮能分泌大量的各种因子和信号分子来与其周围的组织实行交流。它分泌三磷酸腺苷（ATP），fas-配体（fas-L），成纤维生长因子（FGF-1、FGF-2、與FGF-5），转化生长因子-β（TGF-），类胰岛素生长因子-1（IGF-1）， 睫状神经营养因子（CNTF），血小板源性生长因子（PDGF），血管内皮生长因子（VEGF），晶状体上皮源性生长因子（LEDGF），白介素家族成员，基质金属蛋白酶组织抑制物（TIMP），以及色素上皮源性因子（PEDF）。许多这样的信号分子都有重要的生理病理学意义。
7. 眼部免疫豁免：眼睛内部形成了一个独立于外部血行免疫系统的免疫豁免空间。视网膜色素上皮以两方面支持这个免疫豁免空间。其一，它呈现出一个机械性的紧密屏障，将眼内与眼外血流相隔离；其二，视网膜色素上皮可与免疫系统交流，使健康眼中的免疫反应息声，或相反，患病时激活免疫系统。

## 病理
在白化病患者的眼中，本层细胞并不含色素。视网膜色素上皮功能障碍也出现在年龄相关性视黄斑变性患者 及色素性视网膜炎患者中。糖尿病视网膜病变中，视网膜色素上皮亦受影响。

## 扩展阅读
- 布鲁赫膜（英文：Bruch's membrane）
- 玻璃疣（英文：Drusen）
- 视网膜黄斑（英文：Macula of retina）
- 中央凹（英文：Fovea centralis）
- 眼底（英文：Fundus (eye)）